# Betenkiós
Betenkiós (en rus: Бетенкёс) és un poble de la república de Sakhà, a Rússia, que en el cens del 2010 tenia 956 habitants, pertany al districte de Batagai.